# طوي مكمش (المضيبي)
طوي مكمش منطقة سكنية تقع في ولاية المضيبي، التابعة لمحافظة شمال الشرقية في سلطنة عمان. يقدر عدد سكانها بـ 5 نسمة حسب إحصاء عام 2010 التابع للمركز الوطني للإحصاء والمعلومات الحكومي. رمز المنطقة هو 90221300.

## الوصلات الخارجية
- المركز الوطني للإحصاء والمعلومات، سلطنة عمان